# Provinz Picota
Die Provinz Picota ist eine von zehn Provinzen der Region San Martín in Nord-Peru. Sie hat eine Fläche von 2171 km². Beim Zensus 2017 wurden in der Provinz 42.712 Einwohner gezählt. Im Jahr 1993 lag die Einwohnerzahl bei 26.955, im Jahr 2007 bei 37.721. Die Provinzverwaltung befindet sich in der Kleinstadt Picota.

## Geographische Lage
Die Provinz Picota liegt im Osten der Region San Martín, beiderseits des Río Huallaga, der die Provinz in nordnordöstlicher Richtung durchfließt. Flankiert wird die Provinz im Osten und Westen von niedrigen Höhenkämme der peruanischen Ostkordillere. Die Provinz hat eine Längsausdehnung in Ost-West-Richtung von etwa 50 km sowie eine durchschnittliche Breite von etwa 35 km.
Die Provinz Picota grenzt im Norden an die Provinzen Lamas und San Martín, im Osten an die Provinz Ucayali (Region Loreto), im Süden und Westen an die Provinz Bellavista sowie im Nordwesten an die Provinz El Dorado.

## Verwaltungsgliederung
Die Provinz Picota ist in zehn Distrikte unterteilt. Der Distrikt Picota ist Sitz der Provinzverwaltung.
| Distrikt        | Verwaltungssitz       |
| --------------- | --------------------- |
| Buenos Aires    | Buenos Aires          |
| Caspisapa       | Caspisapa             |
| Picota          | Picota                |
| Pilluana        | Pilluana              |
| Pucacaca        | Pucacaca              |
| San Cristóbal   | Puerto Rico           |
| San Hilarión    | San Cristóbal de Sisa |
| Shamboyacu      | Shamboyacu            |
| Tingo de Ponasa | Tingo de Ponasa       |
| Tres Unidos     | Tres Unidos           |